# Knud Børge Martinsen
Knud Børge Martinsen (ur. 30 listopada 1905 w Sandved, zm. 25 czerwca 1949) – duński wojskowy i kolaborant, dowódca Frikorps Danmark i Korpusu Schalburga podczas II wojny światowej

## Życiorys
W okresie przedwojennym służył w duńskiej armii w stopniu kaptajnløjtnanta. Na pocz. 1940 r. brał udział w kursie oficerów sztabowych. 26 czerwca został członkiem faszystowskiej Narodowosocjalistycznej Duńskiej Partii Robotniczej. Z tego powodu jego dalsza kariera wojskowa w armii została zablokowana. W tej sytuacji w 1941 r. wstąpił do Waffen-SS. 23 lutego 1942 został dowódcą Frikorps Danmark w stopniu SS-Obersturmbannführera, sprawując tę funkcję jedynie do 1 marca. Ponownie obejmował dowództwo formacji w okresie od 2 do 9 czerwca 1942 i na dłużej od 11 czerwca 1942 do 20 maja 1943, walcząc na froncie wschodnim przeciwko Sowietom. Następnie powrócił do Danii, gdzie – po rozmowie w Berlinie z Reichsführerem SS Heinrichem Himmlerem – stanął na czele Germańskiego Korpusu, przemianowanego 30 marca 1944 na Korpus Schalburga, który stanowił formację duńskiego SS. 28 lutego 1945 Korpus został rozwiązany. Po wyzwoleniu Danii K. B. Martinsen został 5 maja aresztowany, a następnie osądzony za 2 zabójstwa i zbrodniczą działalność Korpusu Schalburga. Skazano go na karę śmierci i 25 czerwca 1949 rozstrzelano.